# Nelsonia (Virginia)
Nelsonia es un lugar designado por el censo situado en el condado de Accomack, Virginia  (Estados Unidos). Según el censo de 2010 tenía una población de 523 habitantes.

## Demografía
Según el censo de 2010, Nelsonia tenía una población en la que el 36,5% eran blancos; el 53,9% afroamericanos; el 0,0% eran indios americanos y nativos de Alaska; el 0,6% eran asiáticos; el 0,0% hawaianos y otros isleños del Pacífico; el 6,9% de otra raza, y el 2,1% a partir de dos o más razas. El 14,7% del total de la población eran hispanos o latinos de cualquier raza.